# 幸运数字斯莱文
《幸运数字斯莱文》（英語：Lucky Number Slevin）是2006年一部犯罪惊悚电影，导演为保罗·麦格根，编剧为詹森·斯米洛维奇，主演为乔什·哈奈特、布鲁斯·威利斯、刘玉玲、史丹利·图奇、摩根·弗里曼和本·金斯利。
影片背景为纽约，剧中主要人物有斯莱文·克莱弗拉（乔什·哈奈特）、林德赛（刘玉玲）、两个对立的人称老板（摩根·弗里曼）和拉比（本·金斯利）的黑帮老大和一个被称为Goodkat先生的神秘杀手（布鲁斯·威利斯）。
它是第一部由米高梅发行的温斯坦影业的影片。

## 情节
二十年前发生了一件被称为堪萨斯城洗牌（声东击西之意）的事：马克斯偶然知晓一场赛马比赛造假的内幕，于是从黑社会借了一大笔钱押注于内定的冠军赛马“幸运数字斯莱文”。但这一情况被黑社会发现，狙击了内定的冠军骑手，导致马克斯无法还债。随后，黑社会杀害了马克斯及其妻子，以警告他人不能用黑社会的钱去投机。马克斯年幼的儿子亨利被交给古德凯特去处死，但古德凯特良心发现，未杀亨利，反将其抚养长大。
如今亨利已长大成人，和古德凯特一起，经多年精心策划了复仇行动。当年杀害他父母的凶手如今是两个黑帮大佬——“老板”和“拉比”，他们已经相互敌对了20年。为防止对方暗杀自己，他们各自生活在自己严密防守的大楼里。亨利两人认为，为了突破严密的防守，最好的办法是让黑帮大佬主动来找自己。亨利化名斯莱文·克莱弗拉，克莱弗拉（Kelevra）是希伯来语“坏狗”的意思，与古德凯特（Goodkat）的谐音“好猫”相对。
斯莱文两人杀了老板的儿子，但老板认为拉比是幕后黑手，因此想报复拉比，杀死他的同性恋儿子伊扎克“仙女”。斯莱文两人暗杀了老板和拉比各自的记账人，然后又杀了尼克·费舍尔，因为两本帐簿都显示他欠了很多钱。斯莱文自称尼克的朋友，住进尼克的公寓，并在与邻居林德赛讨论尼克的失踪之后被老板绑架。斯莱文被错当成尼克，并被要求偿还尼克欠下的大笔赌债，或者杀死仙女。斯莱文刚一离开，立即被拉比绑架。拉比同样要求斯莱文在短时间内为尼克偿还大笔赌债。古德凯特告诉老板，他会让斯莱文除掉仙女，然后自己再除掉斯莱文。他又告诉拉比，老板已经雇自己杀掉仙女，但自己会背叛老板，条件是一大笔钱，并把尼克交给他。
斯莱文和仙女准备在仙女的公寓约会。一个正在调查老板和拉比的侦探布里科夫斯基靠近斯莱文，并与之争辩。第二天，斯莱文在仙女的公寓枪杀了仙女，古德凯特枪杀了仙女的保镖。斯莱文将尼克的尸体拖入屋内后，他们并点着屋子，让警察误以为死亡的是斯莱文。古德凯特和斯莱文绑架了老板和拉比，并向他们解释了一切。然后斯莱文用塑料袋套住他们的头闷死了他们，这也是当年他们害死他父亲的手段。斯莱文还杀了布里科夫斯基，因为当年布里科夫斯基欠下黑帮的赌债，被迫杀死了斯莱文的妈妈。
因为林德赛之前为斯莱文拍摄了古德凯特的照片，古德凯特为保护自己的身份而枪杀她。然而，斯莱文伪造了她的死亡。古德凯特发现后，原谅了斯莱文，并同意让她活下来。

## 演员
| 演员                                   | 角色                 | 角色                 | 角色                                     |
| 演员                                   | 原名                 | 译名                 | 身份                                     |
| -------------------------------------- | -------------------- | -------------------- | ---------------------------------------- |
| 乔什·哈奈特                            | Slevin Kelevra/Henry | 斯莱文·克莱弗拉/亨利 | 复仇者                                   |
| 刘玉玲                                 | Lindsey              | 林德赛               | 尼克的邻居，后成为斯莱文的女朋友         |
| 布鲁斯·威利斯                          | Goodkat/Smith        | 古德凯特/史密斯      | 杀手，斯莱文的养父                       |
| 摩根·弗里曼                            | The Boss             | “老板”               | 黑帮大佬，斯莱文的杀父仇人，拉比的敌对者 |
| 本·金斯利                              | The Rabbi            | “拉比”               | 黑帮大佬，斯莱文的杀父仇人，老板的敌对者 |
| 史丹利·图奇                            | Brikowski            | 布里科夫斯基         | 侦探，杀害斯莱文母亲者                   |
| 迈克尔·鲁本费尔德（Michael Rubenfeld） | Yitzchak The Fairy   | 伊扎克“仙女”         | 老板的儿子，同性恋                       |
| 彼得·奥特布里奇                        | Dumbrowski           | 邓布罗夫斯基         | 侦探                                     |
| 凯文·钱伯林                            | Marty                | 马蒂                 |                                          |
| 多里恩·米斯克                          | Elvis                | 埃尔维斯             |                                          |
| 麦凯尔泰·威廉姆森                      | Sloe                 | 斯罗                 |                                          |
| 斯科特·吉布森（Scott Gibson）          | Max                  | 马克斯               | 斯莱文的父亲                             |
| 山姆·贾格                              | Nick Fisher          | 尼克·费舍尔          | 林德赛的邻居，斯莱文复仇计划的受害者     |
| 丹尼·爱罗                              | Roth                 | 罗斯                 |                                          |
| 寇瑞·斯托尔                            | Saul                 | 索尔                 |                                          |
| 罗伯特·佛斯特                          | Murphy               | 墨菲                 |                                          |
| 詹尼弗·米勒                            | Kelly                | 凯利                 |                                          |

## 公众反应

### 票房
《幸运数字斯莱文》在北美有1,984家影院上映，收获票房7,031,921美元，平均每家影院3,544美元，票房排名第5。该片最终在国内收获了22,495,466美元，在国际上则收获了33,813,415美元，总额56,308,881美元，超过了其2700万美元的预算。

### 评价
《幸运数字斯莱文》收到了混合至正面的评价。
该片在烂番茄上获得的“腐烂指数”为51%，共153条评论，平均得分5.9/10。影评家们一致认为该片“是一部《低俗小说》类型片，它过于努力地表现了自己的聪明，该片的不成功之处在于令人费解的阴谋、过于程式化的人物和令人眼花缭乱的场景设计。”该片在Metacritic上得到的分数为53/100，有36位影评人给出了混合或平均的评论。在影院评分上，由观众投票，在A+至F的范围内给出了“B+”的等级。

### 奖项
加拿大导演协会
- 提名：杰出声音剪辑——特色影片

米兰电影节
- 获奖：最佳影片（保罗·麦格根）
- 获奖：最佳男主角（乔什·哈奈特）

美国电影声音剪辑
- 提名：特色影片中音乐的最佳声音剪辑
- 提名：外国影片中音效和拟音的最佳声音剪辑

### 家庭媒体
该片于2006年9月12日发布了DVD，于2008年11月8日发布了蓝光光盘。迄今为止，该片家庭媒体销售额为26,877,256美元，而全球总计为83,186,137美元。该销售额不包含出租及蓝光光盘销售。